# Colocasia oresbia
Colocasia oresbia är en kallaväxtart som beskrevs av Alistair Hay. Colocasia oresbia ingår i släktet Colocasia och familjen kallaväxter. Inga underarter finns listade.